# Упадана
Упадана (санскр. उपादान, IAST: upādāna, «привязанность, обретение», цепляние) — в феноменологии буддизма — девятое из двенадцати звеньев (нидан) причинно-следственной зависимости в цепи перерождений. В соответствии с концепцией Двенадцати звеньев взаимозависимого возникновения, упадане предшествует тришна (желание). Упадана, в свою очередь, предшествует проявлению (бхава). Наряду с тришной упадана является основной причиной возникновения страданий (дуккха).

### Упадана как топливо
В нескольких публикациях и в работах Школы востоковедения и африканистики Лондонского университета (SOAS) Профессор Ричард Гомбрих указывал, что слово «упадана» буквально означает «топливо». Это же толкование приведено в словаре Общества палийских текстов. На этом основании он связал данный термин с использованием Буддой огня в качестве метафоры. В знаменитой Огненной проповеди (Адитта сутта СН 35.28) Будда говорит бхиккху, что всё горит, подразумевая пять органов чувств плюс ум, объекты их восприятия, их контакты, а также порождаемые ими чувства, что в целом означает совокупность опыта. Всё это горит огнём жадности, ненависти и заблуждения. Таким образом, в цепочке взаимозависимого возникновения жажда создаёт топливо для продолжения горения или становления (бхава). Вероятно, по прошествии веков, смысл метафоры, был утерян, и упадана стала означать просто «цепляние». Ко времени формирования Махаяны термин «огонь» был полностью отброшен, а жадность, ненависть и заблуждение стали известны как «три яда».

### В индуизме
В древних ведических и средневековых индуистских текстах термин упадана встречается в значении «материальная причина».